# Карпово (Бабаевский район)
Карпово — деревня в Бабаевском районе Вологодской области.
Входит в состав Тороповского сельского поселения, с точки зрения административно-территориального деления — в Тороповский сельсовет.
Расположена на левом берегу реки Вешарка. Расстояние по автодороге до районного центра Бабаево — 29 км, до центра муниципального образования деревни Торопово — 3 км. Ближайшие населённые пункты — Бардинское, Васильевское, Горка, Гриньково, Кузовлево, Плаксино, Ципелево.
По данным переписи в 2002 году постоянного населения не было.